# Historique du parcours européen de Bath Rugby

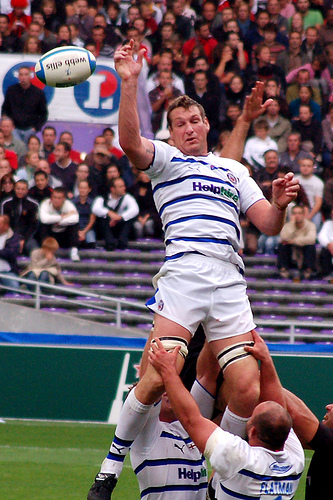
Justin Harrison pendant le match de Coupe d'Europe 2008-2009 Stade toulousain-Bath Rugby

Le parcours européen de Bath Rugby est l'histoire des participations de Bath Rugby, équipe de rugby à XV de Bath, à la Coupe d'Europe depuis 1997.
Les joueurs de Bath ont souvent brillé au niveau européen depuis la création en 1996, puisqu'ils terminent quart-de-finalistes de la première édition qu'ils disputent, avant de l'emporter l'année suivante. Finalistes malheureux en Challenge européen en 2003 et en 2007, ils ont remporté le Challenge européen 2007-2008. Ils n'ont donc pas toujours disputé la « grande » Coupe d'Europe (par opposition au Challenge européen), ils comptent huit participations à la Coupe d'Europe, quatre au Challenge européen (2002-2004, 2006-2008). Ils ont été absents à deux reprises en raison de la non-participation des clubs anglais à deux éditions.
Bath Rugby entame en 2009-2010 sa treizième participation en Coupe d'Europe.

## Historique

### 1995-1996
Le rugby à XV est l'un des derniers sports collectifs majeurs à se doter d'une compétition européenne interclubs en 1995. La Coupe d'Europe de rugby à XV a été créée en 1995 par le Comité des cinq nations « afin de proposer un nouveau niveau de compétition professionnelle transfrontalière ». Douze équipes représentant l'Irlande, le pays de Galles, l'Italie, la Roumanie et la France, s'affrontent en quatre poules. Le premier de poule est qualifié pour les demi-finales. Les équipes anglaises et écossaises n'y participent pas. Au fil des rencontres, la compétition gagne en intérêt, le public se montre plus nombreux. Toulouse devient le premier champion en battant Cardiff RFC 21-18 après prolongations devant les 21 800 spectateurs de l'Arms Park. Ce club gallois a été créé en 1876, il se bâtit la réputation d'un des plus grands clubs de rugby au monde, notamment grâce à ses victoires face aux équipes de l'hémisphère sud en tournée dans les îles britanniques : la Nouvelle-Zélande, l'Afrique du Sud sont tombées au moins une fois à l'Arms Park, tandis que l'Australie n'a jamais réussi à vaincre en pas moins de six tentatives. Le match est intense et lance véritablement la Coupe d'Europe.

### 1996-1997
La Coupe d'Europe de rugby à XV 1996-1997 réunit des clubs irlandais, italiens, écossais, gallois, français et pour la première fois des clubs anglais. Du coup, le petit Poucet de la première édition, le club roumain champion de la divizia A, disparaît de la compétition et est intégré au Challenge européen qui est disputé pour la première fois cette année-là.
Les formations s'affrontent dans une première phase de poules. Il y a quatre poules de cinq clubs qui se rencontrent tous une fois. Chaque club joue quatre matches (deux à la maison et deux à l'extérieur). Les deux premiers de chaque poule sont qualifiés pour la phase suivante. La suite de la compétition, à partir des quarts de finale, est par élimination directe jusqu'à la finale et la désignation du champion.
Bath est versé dans la poule A avec US Dax, Édimbourg, Pontypridd RFC et Benetton Trévise. Le 12 octobre 1996, Bath reçoit Édimbourg, ils l'emportent 55-26 au Recreation Ground. C'est une première pour les deux clubs écossais et anglais. Jon Callard, Jason Robinson, Henry Paul, Jeremy Guscott, Adedayo Adebayo, Mike Catt, Andy Robinson, Kevin Yates, Nigel Redman et Steve Ojomoh, entre autres, affrontent le club du capitaine Scott Hastings et du buteur Duncan Hodge,. Le 19 octobre, pour le premier déplacement, ce sont les voisins de Pontypridd RFC qui accueillent Bath et qui s'imposent 19-6,, Kevin Morgan, Neil Jenkins, Martyn Williams jouent côté gallois. Une semaine plus tard, les Anglais affrontent pour la première fois un club français dans cette nouvelle compétition, l'US Dax des Richard Dourthe, Ugo Mola, Raphael Ibanez, David Laperne, Olivier Roumat, Olivier Magne, Fabien Pelous. Les deux équipes inscrivent un essai, les Anglais s'imposent 25-16 en marquant plus de points au pied. Jon Callard inscrira 216 points en 16 rencontres de 1996 à 2000, ce qui fait une moyenne remarquable de 13,5 points par rencontre. Enfin, les Anglais se rendent à Trévise pour y affronter Ivan Francescato, Francesco Mazzariol, Alessandro Troncon, Alessandro Moscardi, Walter Cristofoletto, Andrea Sgorlon, Julian Gardner, dans une rencontre remportée 50-27 avec 7 essais contre 4 aux Italiens. Le champion d'Angleterre 1995-1996 se qualifie pour la suite de la compétition.

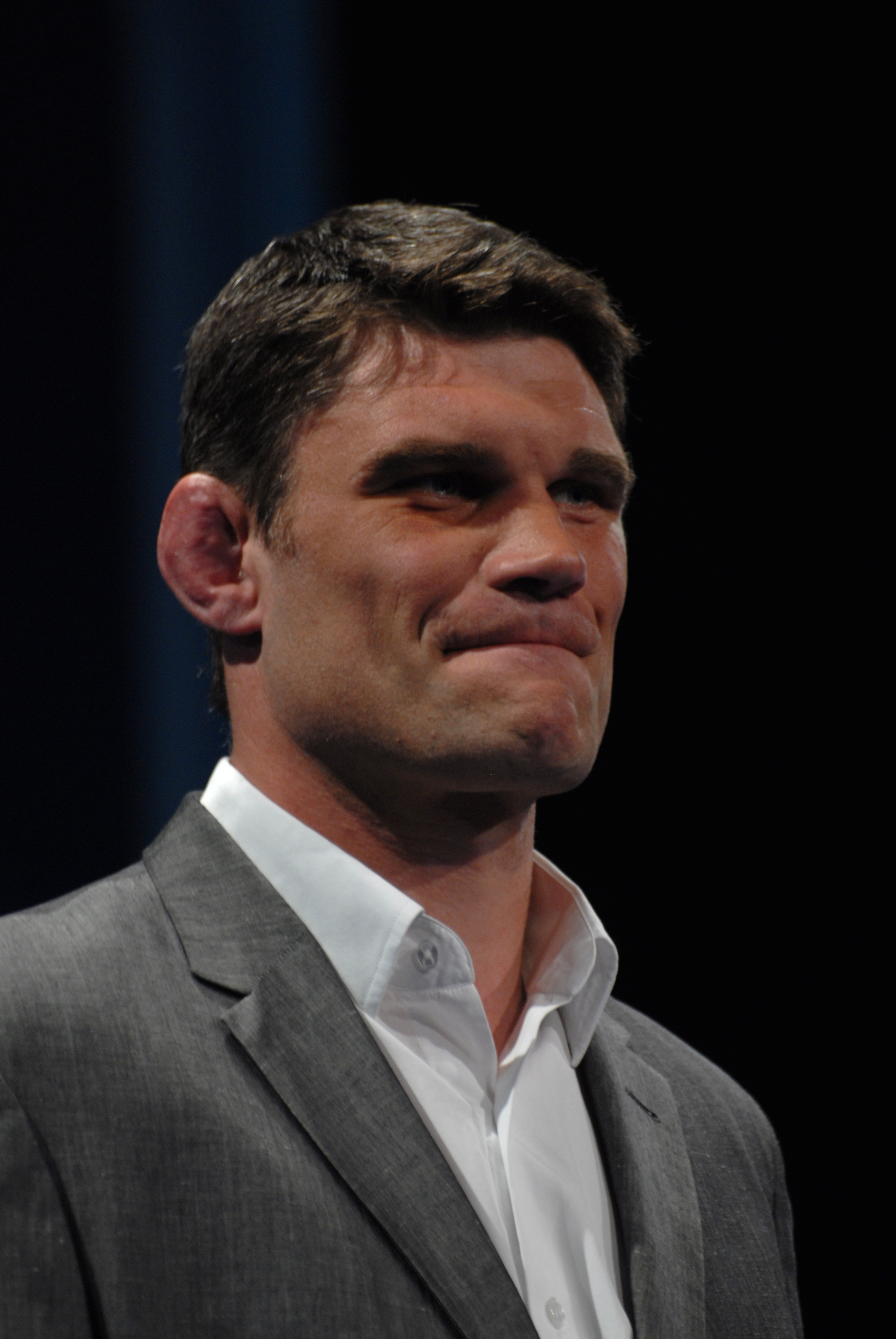
Fabien Pelous participe au match Bath Rugby-US Dax.

Coupe d'Europe :
|                  | Tour                          | Club             | Match | Club       |   |
| ---------------- | ----------------------------- | ---------------- | ----- | ---------- | - |
| 12 octobre 1996  | Phase de poules, poule A : J1 | Bath Rugby       | 55-26 | Édimbourg  | 1 |
| 19 octobre 1996  | Phase de poules, poule A : J3 | Pontypridd RFC   | 19-6  | Bath Rugby | 2 |
| 26 octobre 1996  | Phase de poules, poule A : J4 | Bath Rugby       | 25-16 | US Dax     | 3 |
| 2 novembre 1996  | Phase de poules, poule A : J5 | Benetton Trévise | 27-50 | Bath Rugby | 4 |
| 16 novembre 1996 | Quart-de-finale               | Cardiff RFC      | 22-19 | Bath Rugby | 5 |

Classement de la poule A :
| Place | Club             | Pts | J | V | N | D | Pts + | Pts - | Essais + | Essais - | Diff. |
| 1er   | US Dax           | 6   | 4 | 3 | 0 | 1 | 141   | 69    | 16       | 2        | +14   |
| 2e    | Bath Rugby       | 6   | 4 | 3 | 0 | 1 | 136   | 88    | 15       | 8        | +7    |
| 3e    | Pontypridd RFC   | 6   | 4 | 3 | 0 | 1 | 97    | 60    | 7        | 3        | +4    |
| 4e    | Benetton Trévise | 2   | 4 | 1 | 0 | 3 | 106   | 135   | 13       | 15       | -2    |
| 5e    | Édimbourg        | 0   | 4 | 0 | 0 | 4 | 71    | 199   | 6        | 29       | -23   |

### 1997-1998
La saison 1997-1998 voit l'introduction des matchs aller et retour, ce qui permet à chaque équipe de disputer six matchs. Les équipes sont réparties en cinq poules de quatre clubs pour la première phase. À la fin de cette première phase, les équipes en tête de leur poule sont directement qualifiées pour les quarts de finale. Les seconds et le meilleur troisième s'affrontent en match de barrage pour l'attribution des quatre places restantes en quart. Bath retrouve une vieille connaissance en poule C, Pontypridd RFC affronté en 1996-1997, et affronte pour la première fois les Scottish Borders et surtout le CA Brive, le champion d'Europe 1996-1997.
Coupe d'Europe :
Classement de la poule C :
| Place | Club                 | Pts | J | V | N | D | Pts + | Pts - | Essais + | Essais - | Diff. |
| 1er   | Bath Rugby           | 10  | 6 | 5 | 0 | 1 | 141   | 119   | 12       | 12       | 0     |
| 2e    | CA Brive (bar)       | 9   | 6 | 4 | 1 | 1 | 210   | 146   | 24       | 13       | +11   |
| 3e    | Pontypridd RFC (bar) | 5   | 6 | 2 | 1 | 3 | 154   | 147   | 17       | 13       | +4    |
| 4e    | Scottish Borders     | 0   | 6 | 0 | 0 | 6 | 129   | 222   | 14       | 29       | -15   |

### 1998-1999
Les clubs anglais, parmi lesquels Bath, tenant du titre, se retirent volontairement de la compétition pour protester contre son organisation, comme les deux meilleurs gallois. Les formations s'affrontent dans une première phase de poules (quatre poules de quatre équipes en match aller-retour), puis par élimination directe. Les deux premiers de chaque poule sont qualifiés pour les quarts de finale. L'Ulster remporte cette édition.

### 1999-2000
Les Anglais sont de retour pour la saison 1999-2000, le format est de vingt-quatre clubs ou provinces, qui s'affrontent dans six poules de quatre équipes en match aller-retour. Le premier de chaque poule et les deux meilleurs seconds sont qualifiés pour les quarts de finale. 

### 2008-2009

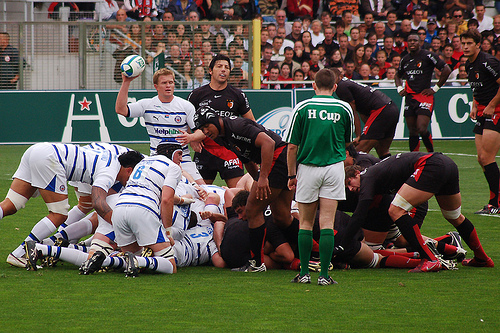
Byron Kelleher et Michael Claassens le 12 octobre 2008.

Vingt-quatre clubs, provinces ou franchises s'affrontent dans six poules de quatre équipes en match aller-retour en 2008-2009. Le premier de chaque poule et les deux meilleurs seconds sont qualifiés pour les quarts de finale. La poule du club anglais de Bath, est abordable, avec le finaliste de la dernière édition, le Stade toulousain, et deux clubs moins huppés, les Dragons et les Glasgow Warriors. Pour le premier match, le Stade toulousain reçoit Bath et gagne difficilement 18 à 16,, avec une pénalité de David Skrela réussie à la dernière minute contre le leader du championnat d'Angleterre, bon en défense, jouant bien offensivement avec une paire sud-africaine de demis en forme (Butch James et Michael Claassens). Une victoire contre les Gallois de Newport (Colin Charvis, Marc Stcherbina, Luke Charteris), est nécessaire pour prétendre à la qualification. C'est chose faite avec un essai d'Andrew Higgins, pour un score final de 13-9,. Bath accueille Glasgow le 7 décembre 2008, ils gagnent 35-31, avec des réalisations de Michael Stephenson (doublé), Andy Beattie et Shaun Berne pour cinq essais (Thom Evans (triplé), Ruaridh Jackson et Hefin O'Hare) inscrits par des Écossais très joueurs et dangereux,. Bath s'impose également au match retour 25-19, avec un doublé de Matt Banahan, ailier atypique (2,01 m pour 102 kg). Bath s'impose également à Newport 15-12, présevant ses chances de qualification,. À la surprise générale, les Toulousains s'inclinent 26-33 à domicile contre Glasgow,,, avec des réalisations du centre Graeme Morrison, du troisième ligne Kelly Brown et de l'ailier Max Evans. Les affaires toulousaines sont mis en péril et le déplacement à Bath est délicat. Les London Wasps perdent à Castres et qualifient Toulouse, et les deux équipes se séparent sur un match nul 3-3. Toulouse est second de poule, Bath termine premier, avec quatr victoires, un match nul et une défaite. Il doit se déplacer à Leicester contre une équipe anglaise redoutable. 
Les champions de 1998 mènent 10 à 6 et 15 à 12 contre les champions de 2001 et 2002 avec des réalisations de Shaun Berne et de Joe Maddock; Sam Vesty inscrit cinq coups de pied pour revenir à 15 points partout avant un essai de Julien Dupuy qui qualifie les Tigres,. 

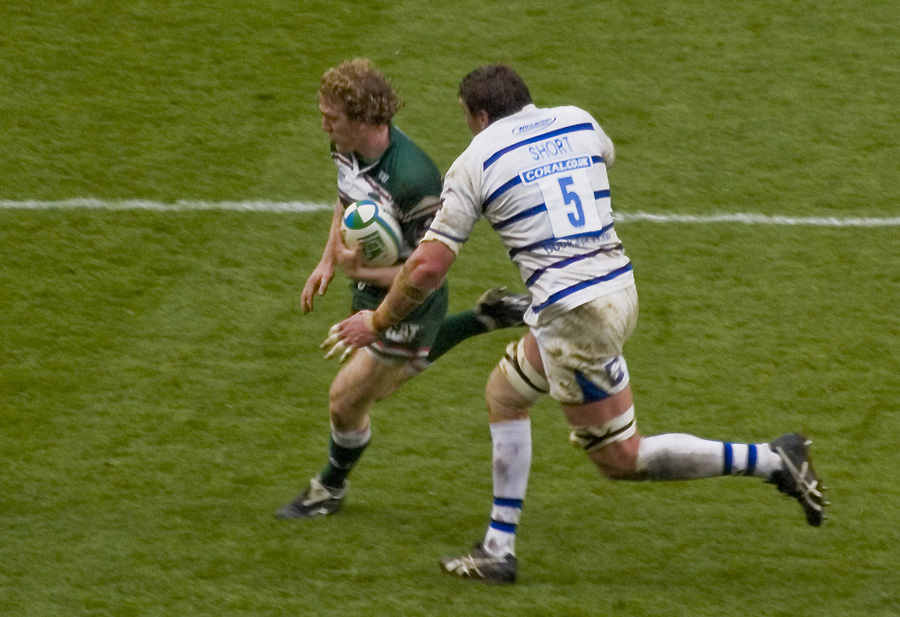
Sam Vesty contre Peter Short le 11 avril 2009.

Coupe d'Europe :
|                  | Tour                          | Club             | Match | Club             |    |
| ---------------- | ----------------------------- | ---------------- | ----- | ---------------- | -- |
| 12 octobre 2008  | Phase de poules, poule 5 : J1 | Stade toulousain | 18-16 | Bath Rugby       | 83 |
| 19 octobre 2008  | Phase de poules, poule 5 : J2 | Bath Rugby       | 13-9  | Dragons          | 84 |
| 7 décembre 2008  | Phase de poules, poule 5 : J3 | Bath Rugby       | 34-31 | Glasgow Warriors | 85 |
| 14 décembre 2008 | Phase de poules, poule 5 : J4 | Glasgow Warriors | 19-25 | Bath Rugby       | 86 |
| 18 janvier 2009  | Phase de poules, poule 5 : J5 | Dragons          | 12-15 | Bath Rugby       | 87 |
| 24 janvier 2009  | Phase de poules, poule 5 : J6 | Bath Rugby       | 3-3   | Stade toulousain | 88 |
| 11 avril 2009    | Quart-de-finale               | Leicester Tigers | 20-15 | Bath Rugby       | 89 |

Classement de la poule 5 :
| Place | Club             | Pts | J | V | N | D | Pts + | Pts - | Essais + | Essais - | Diff. | Bonus O | Bonus D |
| 1er   | Bath Rugby       | 21  | 6 | 4 | 1 | 1 | 107   | 92    | 13       | 8        | + 5   | 2       | 1       |
| 2e    | Stade toulousain | 20  | 6 | 4 | 1 | 1 | 121   | 88    | 12       | 8        | +4    | 1       | 1       |
| 3e    | Glasgow Warriors | 12  | 6 | 2 | 0 | 4 | 134   | 150   | 14       | 17       | -3    | 1       | 3       |
| 4e    | Dragons          | 7   | 6 | 1 | 0 | 5 | 83    | 115   | 8        | 14       | -6    | 0       | 3       |

## Bilan

### Général
| Saison    | Coupes             | M.J. | Vic. | Nuls | Déf. | Poules                            | M.J. | Pts. | Vic. | Nuls | Déf. | Phases finales | M.J. | Vic. | Nuls | Déf. |
| 2008-09   | Coupe d'Europe     | 7    | 4    | 1    | 2    | 1er de la poule 5                 | 6    | 21   | 4    | 1    | 1    | 1/4f           | 1    | 0    | 0    | 1    |
| 2007-08   | Challenge européen | 9    | 9    | 0    | 0    | 1er de la poule 1                 | 6    | 28   | 6    | 0    | 0    | vainqueur      | 3    | 3    | 0    | 0    |
| 2006-07   | Challenge européen | 9    | 8    | 0    | 1    | 1er de la poule 4                 | 6    | 26   | 6    | 0    | 0    | finale         | 3    | 2    | 0    | 1    |
| 2005-06   | Coupe d'Europe     | 8    | 6    | 0    | 2    | 1er de la poule 5                 | 6    | 23   | 5    | 0    | 1    | 1/2 f          | 2    | 1    | 0    | 1    |
| 2004-05   | Coupe d'Europe     | 6    | 3    | 0    | 3    | 2e de la poule 2                  | 6    | 15*  | 3    | 0    | 3    | éliminé        | -    | -    | -    | -    |
| 2003-04   | Challenge européen | 8    | 6    | 0    | 2    | pas de poule                      | -    | -    | -    | -    | -    | 1/2 f          | 8    | 6    | 0    | 2    |
| 2002-03   | Challenge européen | 9    | 5    | 0    | 4    | pas de poule                      | -    | -    | -    | -    | -    | finale         | 9    | 5    | 0    | 4    |
| 2001-02   | Coupe d'Europe     | 7    | 6    | 0    | 1    | 1er de la poule 3                 | 6    | 12   | 6    | 0    | 0    | 1/4f           | 1    | 0    | 0    | 1    |
| 2000-01   | Coupe d'Europe     | 6    | 4    | 0    | 2    | 2e de la poule 4                  | 6    | 8    | 4    | 0    | 2    | éliminé        | -    | -    | -    | -    |
| 1999-00   | Coupe d'Europe     | 6    | 4    | 0    | 2    | 2e de la poule 2                  | 6    | 8    | 4    | 0    | 2    | éliminé        | -    | -    | -    | -    |
| 1998-99   | Coupe d'Europe     | -    | -    | -    | -    | non engagé**                      | -    | -    | -    | -    | -    | non engagé     | -    | -    | -    | -    |
| 1997-98   | Coupe d'Europe     | 9    | 8    | 0    | 1    | 1er de la poule C                 | 6    | 10   | 5    | 0    | 1    | vainqueur      | 3    | 3    | 0    | 0    |
| 1996-97   | Coupe d'Europe     | 5    | 3    | 0    | 2    | 2e de la poule A                  | 4    | 6    | 3    | 0    | 1    | 1/4f           | 1    | 0    | 0    | 1    |
| 1995-96   | Coupe d'Europe     | -    | -    | -    | -    | non engagé                        | -    | -    | -    | -    | -    | non engagé     | -    | -    | -    | -    |
| 1995-2009 | Coupe d'Europe     | 89   | 64   | 1    | 22   | 1er (6), 2e (4), pas de poule (2) | 58   | 157  | 46   | 1    | 11   | 9/12           | 31   | 20   | 0    | 11   |

Mise à jour après la finale de l'édition 2007-2008.

*Les points de bonus ont fait leur apparition lors de l'édition 2003-2004.

**Les clubs anglais n'ont pas participé à l'édition 1998-1999 et à l'édition 1995-1996.

Sources: Site officiel de l'erc
 

### Meilleures performances
On accède à l'article qui traite d'une édition particulière en cliquant sur le score de la finale.

#### Coupe d'Europe
| Date de la finale | Vainqueur  | Score   | Finaliste | Lieu de la finale      | Spectateurs |
| ----------------- | ---------- | ------- | --------- | ---------------------- | ----------- |
| 31 janvier 1998   | Bath Rugby | 19 - 18 | CA Brive  | Parc Lescure, Bordeaux | 36 500      |

#### Challenge européen
| Date de la finale | Vainqueur    | Score   | Finaliste  | Lieu de la finale             | Spectateurs |
| ----------------- | ------------ | ------- | ---------- | ----------------------------- | ----------- |
| 25 mai 2003       | London Wasps | 48 - 28 | Bath Rugby | Stade Madejski, Reading       | 18 074      |
| 19 mai 2007       | ASM Clermont | 22 - 16 | Bath Rugby | The Stoop, Londres            | 10 134      |
| 25 mai 2008       | Bath Rugby   | 24 - 16 | Worcester  | Kingsholm Stadium, Gloucester | 16 157      |

### Meilleurs marqueurs d'essais de Bath Rugby
1. Mike Catt, 9 essais en Coupe d'Europe en 28 rencontres de 1996 à 2002. 

### Meilleur réalisateur de Bath Rugby
1. Olly Barkley, 580 points en 52 rencontres de 2001 à 2008, dont 172 points en Coupe d'Europe en 20 rencontres de 2001 à 2008.
2. Jon Callard, 216 points en 16 rencontres de 1996 à 2000 (toutes en Coupe d'Europe).

### Plus grands nombres de matchs joués avec Bath Rugby
1. Steve Borthwick, 55 rencontres de 1999 à 2008.